# 미니 ITX

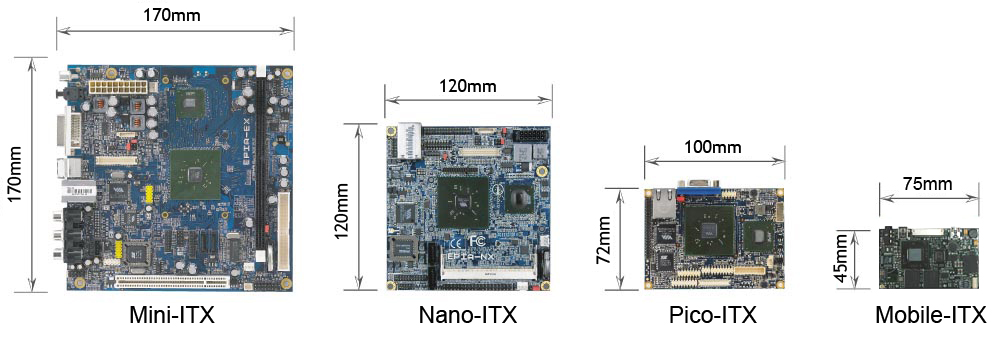
ITX 메인보드 폼 팩터 비교

미니 ITX(Mini-ITX)는 2001년 비아 테크놀로지스가 개발한 170mm × 170mm(6.7인치 × 6.7인치) 마더보드 폼 팩터이다. 미니 ITX 메인보드는 전통적으로 소형 구성 컴퓨터 시스템에 사용되었다. 원래 미니 ITX는 저전력 소비 아키텍처의 팬 없는 냉각을 위해 설계된 틈새 표준으로, 팬 소음으로 인해 영화 감상이 저하될 수 있는 홈 시어터 PC 시스템에 유용했다.
미니 ITX 보드의 장착 구멍 4개는 ATX 사양 메인보드의 홀(hole) 4개와 정렬되며 백플레이트와 확장 슬롯의 위치는 동일하다(사용된 홀 중 하나는 ATX 이전 버전에서는 선택 사항임). 따라서 미니ITX 보드는 원하는 경우 ATX, 마이크로 ATX 및 기타 ATX 변형용으로 설계된 케이스에 자주 사용될 수 있다.
미니 ITX 마더보드에는 확장 슬롯이 하나만 있다. 이전 미니 ITX 마더보드에는 표준 33MHz 5V 32비트 PCI 슬롯이 있었지만 최신 마더보드에는 PCI 익스프레스 슬롯이 사용되었다. 많은 구형 케이스 디자인에서는 라이저 카드를 사용하고 일부는 2슬롯 라이저 카드를 사용하기도 한다. 하지만 2슬롯 라이저 카드가 모든 보드와 호환되는 것은 아니다. x86이 아닌 프로세서를 기반으로 하는 일부 보드에는 3.3V PCI 슬롯이 있고 미니 ITX 2.0(2008) 보드에는 PCI-익스프레스 ×16 슬롯이 있다. 이 보드는 이전 ITX(Information Technology eXtended) 케이스와 함께 제공되는 표준 PCI 라이저 카드와 호환되지 않는다.
HiFive Unmatched RISC-V 컴퓨터는 미니 ITX 폼 팩터를 사용한다.

## 같이 보기
- 비아 테크놀로지스
- 홈 시어터 PC
- 단일 보드 컴퓨터
- 나노 ITX